# Josef Kompalla
Josef Kompalla (* 13. března 1936 Katovice) je německý lední hokejista a hokejový rozhodčí polského původu. Je členem Síně slávy IIHF.
Hrál za kluby Gwardia Katowice a Gornik Katowice, nastoupil také v dvou zápasech za polskou hokejovou reprezentaci. V roce 1958 emigroval do západního Německa, kde hrál bundesligu za Preussen Krefeld. Kariéru ukončil v roce 1961.
V letech 1969 až 1992 byl rozhodčím. Řídil přes dva tisíce utkání, z toho 157 mezistátních, byl na třech olympiádách a jedenácti světových šampionátech. Spolu s Franzem Baaderem rozhodoval šestý zápas Série století mezi sovětskou reprezentací a kanadskými profesionály. Kanaďané byli s výkonem rozhodčích velmi nespokojeni a při společném letu z Moskvy do Prahy házeli po Kompallovi jídlo. Na Kompallu si opakovaně stěžovali i českoslovenští hokejisté.
V roce 2003 byl vyšetřován pro obvinění ze zpronevěry.